# روري كالهون
روري كالهون (بالإنجليزية: Rory Calhoun)‏ ممثل أمريكي ولد في كاليفورنيا في مدينة لوس انجلوس 8 أغسطس 1922 اسمه الحقيقي فرانسيس تيموثي ماكون، كان أول ظهور له في فيلم ألفريد هيتشكوك (المسحورة) 1945

## روابط خارجية
- روري كالهون على موقع IMDb (الإنجليزية)
- روري كالهون على موقع ألو سيني (الفرنسية)
- روري كالهون على موقع أول موفي (الإنجليزية)
- روري كالهون على موقع قاعدة بيانات برودواي على الإنترنت (الإنجليزية)
- روري كالهون على موقع إن إن دي بي (الإنجليزية)
- روري كالهون على موقع قاعدة بيانات الفيلم (الإنجليزية)